# سینجای پلنگپانیچ
سینجای پلنگپانیچ (به انگلیسی: Sinjai Plengpanich) (زاده ۲۱ ژانویه ۱۹۶۵) بازیگر تایلندی است.
از فیلم‌های معروف او می‌توان به بازی در هواپیمائی آمریکا اشاره کرد.